# شاخه شکمی عصب نخاعی
راموس شکمی عصب نخاعی (به انگلیسی: Ventral Ramus of Spinal Nerve) شاخه‌ای از عصب نخاعی مرتبط با بخش کنار و جلوی بالاتنه و دستان می‌باشد. شاخه شکمی به‌طور معمول بزرگتر از راموس پشتی عصب نخاعی می‌باشد. شاخه شکمی در اصل شامل ۳ عصب می‌باشد که از عصب نخاعی در محل خروجش در سوراخ بین مهره‌ای شاخه می‌گیرند. عصب نخاعی به این دلیل که می‌تواند هر دو پیام حسی و حرکتی را برساند، به نام عصب آمیخته نیز شناخته می‌شود. شاخه‌های شکمی عصب نخاعی تنها در ناحیهٔ سینه که اعصاب میان دنده نامیده می‌شوند، از یکدیگر جدا هستند و در دیگر ناحیه‌ها ی شکمی و کناری بالاتنه و دستان، به شکل شبکه عصبی در می‌آیند که شامل ساختاری است که در آن ۳ شاخه شکمی عصب نخاعی به یکدیگر می‌پیوندند و سپس به شکل عصب‌هایی که هر یک شامل تارهای عصبی از هر سه شاخه می‌باشند، پخش می‌گردند، وجود این شبکه‌های عصبی سبب می‌شود که در صورت آسیب دیدن یکی از عصب‌های ریشه گرفته شده از شبکه، اندام مرتبط به‌طور کامل فلج نگردد. ۴ شبکه عصبی اصلی که از شاخه شکمی عصب نخاعی ریشه می‌گیرند شامل شبکه خاجی، شبکه بازویی، شبکه کمری و شبکه گردنی می‌باشند. همچنین مسئول تشکیل شبکه کمری-خاجی می‌باشد.